# Calligraphisme

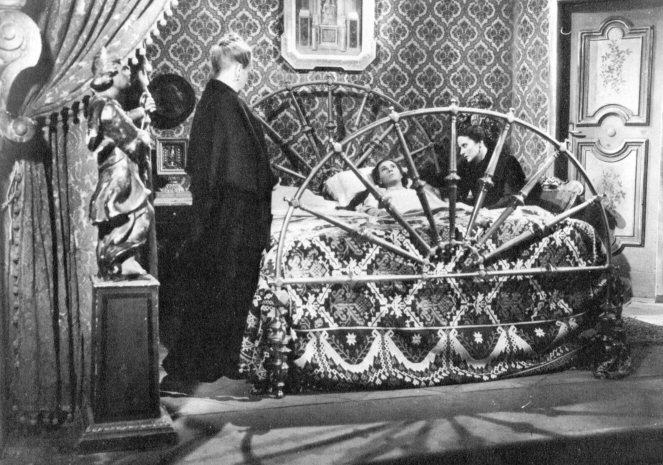
La Belle Endormie (1942) de Luigi Chiarini.

Le calligraphisme (en italien : calligrafismo ou cinema calligrafista) est un « courant cinématographique » relatif à des films réalisés en Italie au cours de la première moitié des années 1940, ayant comme caractéristique commune une complexité expressive et des références littéraires qui le démarquent du contexte cinématographique dominant des dernières années de l'époque fasciste. Parmi les réalisateurs qui ont servi cette tendance figurent Mario Soldati, Luigi Chiarini, Renato Castellani, Ferdinando Maria Poggioli et Alberto Lattuada.

## Particularités
Le courant cinématographique illustre le passé avec des films en rupture avec le réalisme et le cinéma d'évasion traditionnel. La recherche formelle et l'opposition idéologique est une façon de montrer une rupture avec les idées du régime.
Ces films privilégient les sujets historiques, se réfugient au XIXe siècle ou à la Belle Époque. Les décors sont très chargés : miroirs, ferrures, broderies, voilages. Les scénarios sont inspirés de grandes œuvres littéraires, romans, pièces de théâtre.
La plupart des films sont produits par Riccardo Gualino, fondateur de la Lux Film et par Carlo Ponti, pour le compte de Artisti Tecnici Associati.

## Filmographie
- Mario Soldati : 
  - Le Mariage de minuit (Piccolo mondo antico) (1941)
  - Malombra (1942)
  - Tragica notte (1942)
  - Quartieri alti (1943)
- Luigi Chiarini :
  - La Belle Endormie (1942)
  - Via delle Cinque Lune (1942)
  - La locandiera (1944)
- Alberto Lattuada :
  - Giacomo l'idealista (1942)
- Renato Castellani :
  - Un coup de pistolet (1942)
  - Zazà (1942)
- Ferdinando Maria Poggioli :
  - Gelosia (1942)
  - Il cappello da prete (it) (1944)
- Mario Camerini :
  - Une aventure romantique (1940)
  - I promessi sposi (it) (1941)
- Camillo Mastrocinque :
  - I mariti (it) (1941)
- Guido Brignone :
  - Le Roman d'un jeune homme pauvre (1942)